# 누사이르 마즈라위
누사이르 마즈라위(아랍어: نصير مزراوي, 네덜란드어: Noussair Mazraoui, 1997년 11월 14일 ~ )는 프리미어리그 클럽 맨체스터 유나이티드와 모로코 국가대표팀에서 수비수로 활약하는 모로코의 프로 축구 선수이다. 주로 라이트백이지만, 마즈라위는 국가대표에서 풀백 포지션을 모두 소화했으며, 때때로 센터백으로도 활약했다.

## 구단 경력

### 아약스

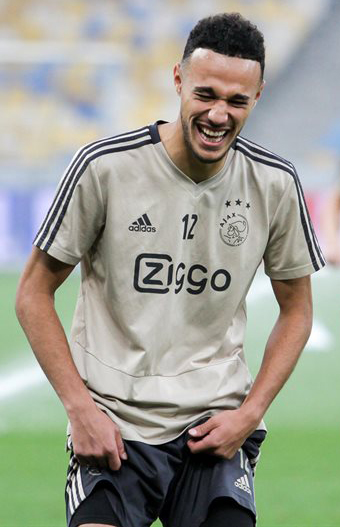
2014년 아약스에서 뛴 마즈라위

마즈라위는 알펀안덴레인에서 자랐으며 4살 때 지역 클럽 AVV 알펀에서 뛰기 시작했다. 3년 후 알펀서 보이스로 이적하여 1년 동안만 뛰다가 아약스 유소년 아카데미에 초청받았다. 2016년 8월 12일, 알메러 시티와의 에이르스터 디비시 경기에서 86분 만에 리차이로 지브코비치를 대신해 용 아약스에서 프로 데뷔 전을 치렀다.
2018년 2월 4일, 그는 에레디비시 데뷔 전을 치렀고, 벤치에서 나와 다비드 네리스를 대신해 NAC 브레다를 상대로 3-1 승리를 거두었다. 다음 시즌인 2018년 10월 2일, 바이에른 뮌헨과의 원정 경기에서 1-1 무승부를 기록하며 챔피언스리그 첫 골을 기록했고, 10월 23일, 벤피카와의 경기에서 1-0 승리를 거두며 추가 시간 92분에 유일한 골을 넣었다. 2018년 12월 16일, 그는 더 흐라프스합을 상대로 8-0 대승을 거두며 첫 에레디비시 골을 넣었다. 돌파구 시즌 동안 그는 아약스 올해의 재능 선수로 선정되어 클럽과 함께 국내 더블을 달성하고 챔피언스리그 준결승에 진출했으며, 총 48경기에서 4골을 기록했다.
2020년 10월 25일, 마즈라위는 미트윌란을 상대로 3-1 승리를 거두며 챔피언스리그 세 번째 골을 넣었고, 아약스는 2020-21년 시즌에 또 한 번의 국내 더블을 달성했다. 챔피언스리그에서는 조별 리그 6경기에서 모두 승리하는 팀의 일원이었다. 아약스에서의 마지막 시즌에는 리그에서 모두 5골을 넣었고, 모든 대회에서 35경기에서 4개의 어시스트를 기록했다.

### 바이에른 뮌헨
2022년 5월 24일, 마즈라위는 7월 1일부터 바이에른 뮌헨과 4년 계약을 체결했다. 2023년 1월, 그는 코로나19로 인해 심낭에 염증이 생겨 6주에서 8주 동안 결장하게 되었다. 2023년 5월 13일, 마즈라위는 알리안츠 아레나에서 열린 샬케 04와의 홈 경기에서 팀의 첫 골을 넣으며 6-0 승리를 이끌었다.
2023년 10월, 이스라엘-하마스 전쟁 중에 마즈라위는 인스타그램을 통해 "팔레스타인에서 억압받는 형제들의 승리"를 기원하는 친팔레스타인 동영상을 공유했다. 이 동영상은 독일 연방의회 의원 요하네스 슈타이니거의 비판에 직면했으며, 독일 연방의회 의원들은 그의 송환을 요구했다. 또한, 분데스리가와 독일 하원의원들 사이에서 반발이 일자 마즈라위는 자신이 모든 종류의 테러, 증오, 폭력에 반대한다고 강조했다. 마즈라위의 공개 사과와 클럽 경영진과의 개인적인 대화가 있은 지 며칠 후, 바이에른 뮌헨은 아무런 결과가 없을 것이라고 발표했다.

### 맨체스터 유나이티드
2024년 8월 13일, 마즈라위는 프리미어리그 클럽 맨체스터 유나이티드와 4년 계약을 체결했다. 8월 16일, 그는 풀럼과의 경기에서 1-0 승리를 거두며 데뷔했다. 그해 10월, 그는 심계항진 증상을 겪은 후 경미한 절차를 밟았다. 마즈라위는 종교적인 이유로 성소수자 커뮤니티를 지지하는 무지개 재킷 착용을 거부하여 논란을 일으켰다. 이로 인해 클럽은 이 재킷 착용 계획을 포기하게 되었다.

## 국가대표팀 경력
마즈라위는 모로코의 청소년 국가대표였고, 2018년에 처음으로 모로코 국가대표팀에서 뛰었다.
2021년 11월 10일, 마즈라위는 자신과 모로코 국가대표팀 감독 바히드 할릴호지치의 관계가 악화되었다고 밝혔다. 2022년 3월 13일, 마즈라위와 그의 모로코 팀 동료 하킴 지예시는 모두 할릴호지치가 콩고 민주 공화국을 상대로 2022년 FIFA 월드컵 아프리카 지역 3차 예선에 모로코를 대표해달라는 요청을 거절했다. 이후 그는 할릴호지치가 왈리드 레그라기로 교체된 후 국가대표팀 합류를 수락하고 2022년 FIFA 월드컵에서 모로코를 대표했다.
2022년 11월 10일, 그는 카타르에서 열리는 2022년 FIFA 월드컵에 출전할 모로코의 26인 명단에 이름을 올렸다. 그는 모로코가 준결승에 진출하는 데 중요한 역할을 했으며, 월드컵에서 아프리카 팀 중 최초로 4강에 진출하는 데 기여했다.
2023년 12월 28일, 마즈라위는 왈리드 레그라기 감독이 모로코를 대표하여 2023년 아프리카 네이션스컵에 출전할 27명의 선수 중 한 명이었다.